# 코콤 (기업)
코콤(Kocom)은 대한민국의 스마트홈 기업이다. 본사는 경기도 부천시 조마루로 385번길 122, 2619호에 위치해 있다. 대표이사는 정진호이다.

## 역사
1976년 '한국통신' 상호로 설립하였다

## 참고 문헌
1. ↑  코콤, 저가수주 탈피하자 흑전…올해도 실적 개선 기대, 이투데이, 2024년 2월 20일
2. ↑  박영서, 한국IR협의회 기술분석보고서-코콤, 2022.01.20
3. ↑  스마트 홈 전문 코콤, 고용노동부 장관상 수상 , 머니투데이, 2023년 12월 14일